# Ö. Fülöp Beck

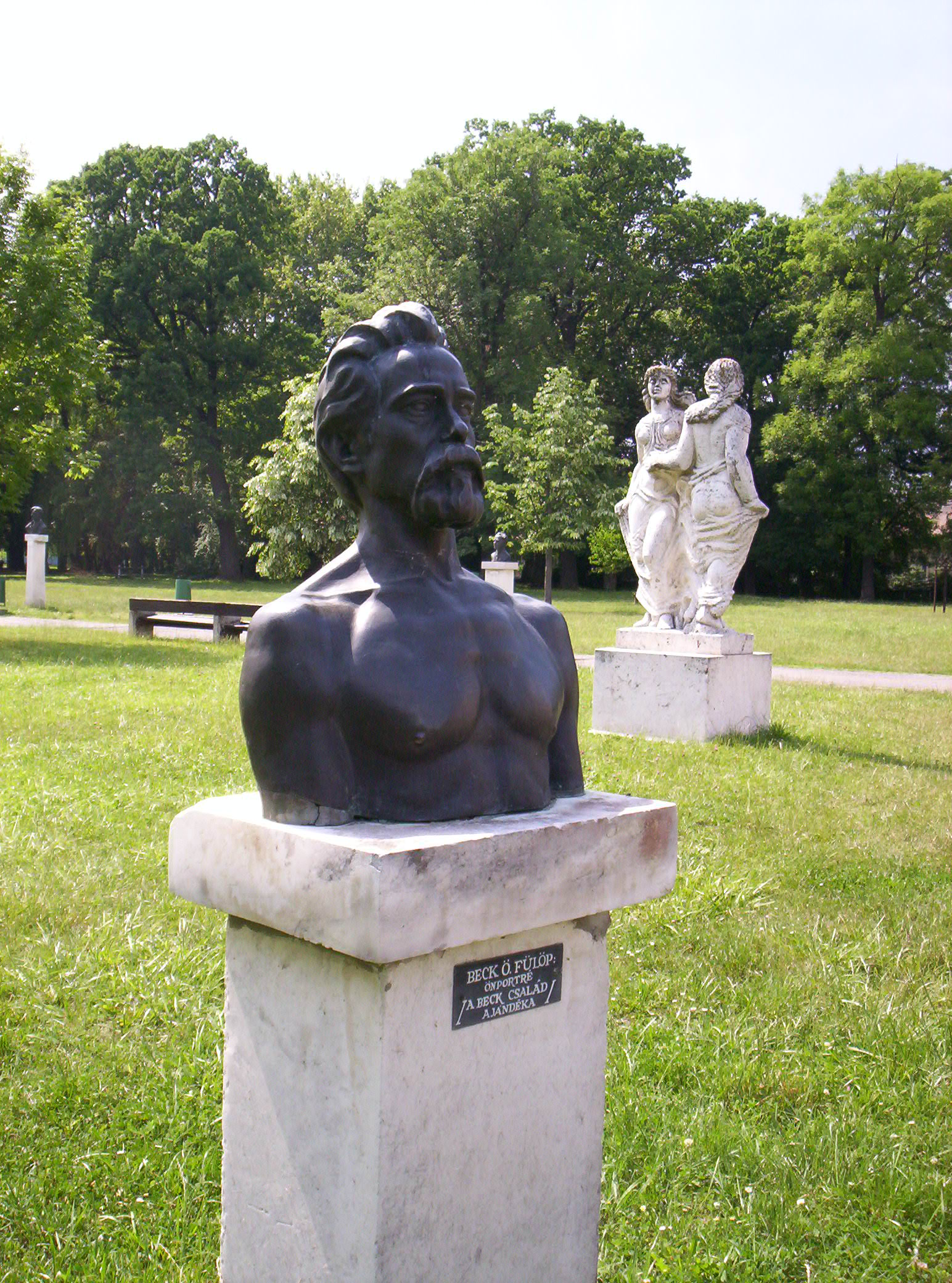
Byst av Ö. Fülöp Beck

Ödön Fülöp Beck, född 23 juni 1873 i Pápa, död 31 januari 1945, var en ungersk skulptör och medaljkonstnär. 
Han är mest känd för sina medaljskulptörer av Endre Ady, Sándor Petõfi, Ferenc Liszt, Mihály Babits och Kelemen Mikes och gjorde fler än 500 under karriären. 
Senare i karriären skapade han anmärkningsvärda skulpturer(dom visade överkroppen på en människa) av Zoltán Kodály och Zsigmond Móricz och flera gravar, han skapade också en gren av postimpressionism influerad av Jugend.

## Biografi
År 1888 studerade han till guldsmed vid skolan Applied Arts i Budapest fram till 1893 då han efter att ha besökt Wien reste till Paris efter att ha fått ett stipendium. I Paris detog han i en tävling där man skulle skapa en medalj om Millennieutställningen. Han vann tävlingen medan han var elev till Ponscarme, i École des Beaux-Arts. År 1898 var första året medaljer ställdes ut på museet Industrial Design och Becks medalj var med på utställningen. Senare vann han silvermedalj på Världsutställningen i Paris 1900. Han tillbringade flera år i Tyskland och i Italien där han vann grand prix i Milano 1906.
I Milano växte hans intresse för att skapa statyer, och han flyttade tillbaks till hemlandet och öppnade en attalje i Göd. Bland hans tidiga verk kan nämnas Animal Reliefs från 1911, Saint Sebastian från 1914 och Aphrodite från 1915. Han blev även kontrakterad att skulpturellt dekorera varuhuset Corvin i Budapest 1916.
År 1928 började han arbeta med gravvårdar och skapade bland annat Tomb of Baumgarten och Fellners grav 1932, Ferenc Liszt Memorial 1935 och Kölcsey Memorial samt Iron Founders 1943.